# La fiera delle vanità (film 1923)
La fiera delle vanità (Vanity Fair) è un film muto del 1923 diretto da Hugo Ballin e tratto dal romanzo omonimo di William Makepeace Thackeray.
Il film, interpretato dalla moglie del regista, l'attrice Mabel Ballin, includeva alcune sequenze filmate in Prizmacolor, un sistema di cinema a colori. Nel ruolo di Amelia, Eleanor Boardman, qui al suo terzo film. L'attrice diventerà una diva famosa e sarà la seconda moglie di King Vidor che sposerà nel 1926.
Il film viene considerato perduto.

## Trama
Becky, bella e amorale, lascia il collegio con Amelia Sedley, una sua coetanea di buona famiglia. Ospitata a casa Sedley, Becky circuisce Joseph, il goffo fratello di Amelia, ma la loro storia non va a buon fine perché, almeno così crede Becky, il loro fidanzamente è stato ostacolato dall'intervento di George Osborne, il fidanzato dell'amica. Le due ragazze si lasciano quando Becky va a lavorare dai Crawley. La giovane entra nelle grazie del vecchio Pitt Crawley e riesce a conquistare anche suo figlio Rawdon che finirà per sposarla segretamente. Quando, infatti, Pitt resta vedovo, costui si dichiara a Becky, ma la donna deve rifiutarlo ed è costretta a rivelargli di essere già maritata, anche se non vuole rivelargli chi sia il marito. Nel frattempo, il signor Sedley, il padre di Amelia, è andato incontro a una serie di disastri finanziari che lo portano quasi alla rovina. La povera Amelia, dolce e mansueta, viene abbandonata da George, il cui padre gli intima di lasciare quella ragazza senza dote.
Becky e Rawdon finiranno per rendere pubblica la loro unione ma dovranno lasciare Londra. George è convinto dall'amico Dobbin a tornare da Amelia: anche loro due convoleranno a nozze, a dispetto dell'opposizione del vecchio Osborne. Le due coppie di sposi cominceranno a frequentarsi a fasi alterne, con il sospetto, a un certo punto, che George e Becky abbiano intrecciato una relazione. William Dobbin, da sempre innamorato di Amelia, cerca di aiutare e proteggere la giovane. George non riesce a portare a buon fine i suoi intrallazzi con Becky perché dovrà partire improvvisamente per la guerra, dove incontrerà la morte senza aver mai conosciuto il bambino che Amelia porta in grembo. Anche Becky, durante un soggiorno a Parigi, partorisce un figlio. Rientrati in patria dopo la morte di Pitt, Becky e Rawdon cominciano a frequentare i salotti più esclusivi: protetta dal marchese di Steyne, lei, brillante e intelligente, avrà un grande successo in società.
Rawdon scopre una sera che la moglie lo tradisce: arrestato e detenuto per debiti, resta in carcere perché Becky accampa scuse per non andare a pagare per la sua liberazione. A farlo uscire sarà invece suo fratello. Rientrato a casa, Rawdon scopre il marchese insieme alla moglie: furibondo, accetta il posto di governatore che gli viene offerto e parte per l'estero, lasciando la moglie. Scoppia lo scandalo. Becky viene messa all'indice dalla buona società e si mette a vagabondare per l'Europa.
Passano gll anni. Amelia e Becky si ritrovano in una cittadina sul Reno. Dobbin, che corteggia Amelia con estrema discrezione, cerca di metterla in guardia. Ma Amelia dichiara che resterà sempre fedele al ricordo del marito morto e non crede a quelle che reputa delle falsità sul conto di Becky. Questa, però, dopo tanti anni, decide di mostrare all'amica il biglietto che George le aveva fatto avere quella sera, poco prima della sua partenza per la guerra, biglietto in cui le dava appuntamento, dichiarando di amarla. Amelia, già resasi conto di aver bisogno di Dobbin, davanti a quella prova decide finalmente di accettare la sua proposta di matrimonio. Becky, dal canto suo, resterà da sola, conducendo da allora in poi, una vita tranquilla, da brava signora borghese.

## Produzione
È l'ultimo dei sette film che Hugo Ballin produsse con la sua compagnia, la Hugo Ballin Productions, tutti interpretati dalla moglie Mabel. Come aiuto-regista, figura il nome di Josef von Sternberg.

## Distribuzione
Il film, distribuito dalla Goldwyn Distributing Corporation, uscì nelle sale il 25 marzo 1923.
È stato distribuito con i seguenti titoli:
- USA Vanity Fair
- Spagna La feria de la vanidad
- Italia La fiera delle vanità

## Differenti versioni cinematografiche
- Vanity Fair di Charles Kent (1911) con Helen Gardner (Becky Sharp), Rose Tapley (Amelia Sedley)
- Vanity Fair di Charles Brabin e Eugene Nowland (1915) con Minnie Maddern Fiske (Becky Sharp) e Helen Fulton (Amelia Sedley)
- Vanity Fair di W. Courtney Rowden (1922) con Cosmo Kyrle Bellew (Becky Sharp)
- La fiera delle vanità (Vanity Fair) di Hugo Ballin (1923) con Mabel Ballin (Becky Sharp) e Eleanor Boardman (Amelia Sedley)
- Vanity Fair di Chester M. Franklin (1932) - con Myrna Loy (Becky Sharp) e Barbara Kent (Amelia Sedley)
- Becky Sharp di Rouben Mamoulian e Lowell Sherman (non accreditato) (1935) - con Miriam Hopkins (Becky Sharp) e Frances Dee (Amelia Sedley)
- La fiera della vanità (Vanity Fair) di Mira Nair (2004) - con Reese Witherspoon (Becky Sharp) e Romola Garai (Amelia Sedley)